# Salmo 56
El salmo 56  es, según la numeración hebrea, el quincuagésimo sexto salmo del Libro de los salmos de la Biblia. Corresponde al salmo 55 según la numeración de la Biblia Septuaginta griega, empleada también en la Vulgata latina. Por este motivo, recogiendo la doble numeración, a este salmo también se le refiere como el salmo 56 (55).
Se atribuye al rey David y puede considerarse representativo de él o de cualquier otra persona que se esconda de un enemigo.

## Comentario
El escenario histórico de este Salmo, como se da en su título, es la huida de David a Gat registrada en I Samuel 21: 10-15 .  Es una oración pidiendo ayuda contra los enemigos, atribuida a los ritos reales, como lo indica la interpretación de los 'pueblos' en el versículo 7 como enemigos extranjeros, las referencias a la guerra nacional en los versículos 1-2, 9, así como los votos y las ofrendas de agradecimiento (versículo 12) que son particularmente adecuados para un rey, y también las referencias a la "muerte" y la "luz de la vida" (versículo 13) vinculadas a la imaginería real.

## Texto
La siguiente tabla muestra el texto en hebreo del salmo con vocales, junto con el texto en griego koiné de la Septuaginta y la traducción al español de la Biblia del Rey Jacobo. Tenga en cuenta que el significado puede diferir ligeramente entre estas versiones, ya que la Septuaginta y el texto masorético provienen de tradiciones textuales diferentes. En la Septuaginta, este salmo está numerado como Salmo 55.
| #     | En hebreo                                                     | En inglés | En griego |
| ----- | ------------------------------------------------------------- | --- | --- |
| [ 9 ] | לַמְנַצֵּ֤חַ ׀ עַל־י֬וֹנַת אֵ֣לֶם רְ֭חֹקִים לְדָוִ֣ד מִכְתָּ֑ם בֶּאֱחֹ֨ז אוֹת֖וֹ פְלִשְׁתִּ֣ים בְּגַֽת׃     | (Al músico principal, sobre Jonathelemrechokim, Michtam de David, cuando los filisteos lo capturaron en Gat.)                             | Εἰς τὸ τέλος, ὑπὲρ τοῦ λαοῦ τοῦ ἀπὸ τῶν ἁγίων μεμακρυμμένου· τῷ Δαυΐδ εἰς στηλογραφίαν, ὁπότε ἐκράτησαν αὐτὸν οἱ ἀλλόφυλοι ἐν Γέθ. - |
| 1     | חׇנֵּ֣נִי אֱ֭לֹהִים כִּֽי־שְׁאָפַ֣נִי אֱנ֑וֹשׁ כׇּל־הַ֝יּ֗וֹם לֹחֵ֥ם יִלְחָצֵֽנִי׃                  | Ten piedad de mí, oh Dios, porque el hombre me devora; el que lucha contra mí me oprime cada día.                                         | ΕΛΕΗΣΟΝ με, ὁ Θεός, ὅτι κατεπάτησέ με ἄνθρωπος, ὅλην τὴν ἡμέραν πολεμῶν ἔθλιψέ με.                                                   |
| 2     | שָׁאֲפ֣וּ שׁ֭וֹרְרַי כׇּל־הַיּ֑וֹם כִּֽי־רַבִּ֨ים לֹחֲמִ֖ים לִ֣י מָרֽוֹם׃                     | Mis enemigos me devorarían cada día, porque son muchos los que luchan contra mí, oh Altísimo.                                             | κατεπάτησάν με οἱ ἐχθροί μου ὅλην τὴν ἡμέραν, ὅτι πολλοὶ οἱ πολεμοῦντες με ἀπὸ ὕψους.                                                |
| 3     | י֥וֹם אִירָ֑א אֲ֝נִ֗י אֵלֶ֥יךָ אֶבְטָֽח׃                                       | Cuando tengo miedo, confío en ti. | ἡμέρας οὐ φοβηθήσομαι, ἐγὼ δὲ ἐλπιῶ ἐπὶ σέ.                                                                                          |
| 4     | בֵּאלֹהִים֮ אֲהַלֵּ֢ל דְּבָ֫ר֥וֹ בֵּאלֹהִ֣ים בָּ֭טַחְתִּי לֹ֣א אִירָ֑א מַה־יַּעֲשֶׂ֖ה בָשָׂ֣ר לִֽי׃         | En Dios alabaré su palabra, en Dios he puesto mi confianza; no temeré lo que la carne pueda hacerme.                                      | ἐν τῷ Θεῷ ἐπαινέσω τοὺς λόγους μου, ἐπὶ τῷ Θεῷ ἤλπισα, οὐ φοβηθήσομαι τί ποιήσει μοι σάρξ.                                           |
| 5     | כׇּל־הַ֭יּוֹם דְּבָרַ֣י יְעַצֵּ֑בוּ עָלַ֖י כׇּל־מַחְשְׁבֹתָ֣ם לָרָֽע׃                         | Todos los días tergiversan mis palabras: todos sus pensamientos son contra mí para hacerme mal.                                           | ὅλην τὴν ἡμέραν τοὺς λόγους μου ἐβδελύσσοντο, κατ᾿ ἐμοῦ πάντες οἱ διαλογισμοὶ αὐτῶν εἰς κακόν.                                       |
| 6     | יָג֤וּרוּ ׀ (יצפינו) [יִצְפּ֗וֹנוּ] הֵ֭מָּה עֲקֵבַ֣י יִשְׁמֹ֑רוּ כַּ֝אֲשֶׁ֗ר קִוּ֥וּ נַפְשִֽׁי׃       | Se reúnen, se esconden, marcan mis pasos, cuando esperan mi alma.                                                                         | παροικήσουσι καὶ κατακρύψουσιν· αὐτοὶ τὴν πτέρναν μου φυλάξουσι, καθάπερ ὑπέμειναν τῇ ψυχῇ μου.                                      |
| 7     | עַל־אָ֥וֶן פַּלֶּט־לָ֑מוֹ בְּ֝אַ֗ף עַמִּ֤ים ׀ הוֹרֵ֬ד אֱלֹהִֽים׃                         | ¿Escaparán por su iniquidad? En tu ira, derriba a los pueblos, oh Dios.                                                                   | ὑπὲρ τοῦ μηθενὸς σώσεις αὐτούς, ἐν ὀργῇ λαοὺς κατάξεις. ὁ Θεός,                                                                      |
| 8     | נֹדִי֮ סָפַ֢רְתָּ֫ה אָ֥תָּה שִׂ֣ימָה דִמְעָתִ֣י בְנֹאדֶ֑ךָ הֲ֝לֹ֗א בְּסִפְרָתֶֽךָ׃                    | Tú cuentas mis andanzas; pon mis lágrimas en tu botella; ¿no están en tu libro?                                                           | τὴν ζωήν μου ἐξήγγειλά σοι, ἔθου τὰ δάκρυά μου ἐνώπιόν σου ὡς καὶ ἐν τῇ ἐπαγγελίᾳ σου.                                               |
| 9     | אָ֨ז יָ֘שׁ֤וּבוּ אוֹיְבַ֣י אָ֭חוֹר בְּי֣וֹם אֶקְרָ֑א זֶה־יָ֝דַ֗עְתִּי כִּֽי־אֱלֹהִ֥ים לִֽי׃           | Cuando clamo a ti, mis enemigos retroceden; esto lo sé, porque Dios está conmigo.                                                         | ἐπιστρέψουσιν οἱ ἐχθροί μου εἰς τὰ ὀπίσω, ἐν ᾗ ἂν ἡμέρᾳ ἐπικαλέσωμαί σε· ἰδοὺ ἔγνων ὅτι Θεός μου εἶ σύ.                              |
| 10    | בֵּ֭אלֹהִים אֲהַלֵּ֣ל דָּבָ֑ר בַּ֝יהֹוָ֗ה אֲהַלֵּ֥ל דָּבָֽר׃                               | En Dios alabaré su palabra; en el Señor alabaré su palabra.                                                                               | ἐπὶ τῷ Θεῷ αἰνέσω ῥῆμα, ἐπὶ τῷ Κυρίῳ αἰνέσω λόγον.                                                                                   |
| 11    | בֵּאלֹהִ֣ים בָּ֭טַחְתִּי לֹּ֣א אִירָ֑א מַה־יַּעֲשֶׂ֖ה אָדָ֣ם לִֽי׃                          | En Dios he puesto mi confianza: no temeré lo que el hombre pueda hacerme.                                                                 | ἐπὶ τῷ Θεῷ ἤλπισα, οὐ φοβηθήσομαι τί ποιήσει μοι ἄνθρωπος.                                                                           |
| 12    | עָלַ֣י אֱלֹהִ֣ים נְדָרֶ֑יךָ אֲשַׁלֵּ֖ם תּוֹדֹ֣ת לָֽךְ׃                                 | Tus votos están sobre mí, oh Dios: te daré alabanzas.                                                                                     | ἐν ἐμοί, ὁ Θεός, εὐχαί, ἃς ἀποδώσω αἰνέσεώς σου,                                                                                     |
| 13    | כִּ֤י הִצַּ֪לְתָּ נַפְשִׁ֡י מִמָּוֶת֮ הֲלֹ֥א רַגְלַ֗י מִ֫דֶּ֥חִי לְ֭הִֽתְהַלֵּךְ לִפְנֵ֣י אֱלֹהִ֑ים בְּ֝א֗וֹר הַחַיִּֽים׃ | Porque tú has librado mi alma de la muerte; ¿no librarás mis pies de la caída, para que yo camine delante de Dios en la luz de los vivos? | ὅτι ἐρρύσω τὴν ψυχήν μου ἐκ θανάτου καὶ τοὺς πόδας μου ἐξ ὀλισθήματος· εὐαρεστήσω ἐνώπιον Κυρίου ἐν φωτὶ ζώντων.                     |

## Comentarios al texto

### De la iglesia católica

#### A todo el salmo
El Salmo 56 retoma la súplica del anterior (Sal 55), intensificándola mediante la petición de misericordia (v. 2), mientras reafirma la confianza proclamada al final del salmo precedente. Esta estructura vincula la oración con una confesión de fe en la protección divina frente a la hostilidad humana (vv. 4-5.12). El contenido responde a la experiencia de un hombre acosado, cuya súplica inicial (vv. 2-3) se transforma en declaración de confianza (vv. 4-5), seguida por una exposición de la amenaza de los enemigos (vv. 6-7), la invocación del auxilio divino en medio del sufrimiento (vv. 8-9), y la afirmación renovada de que, al confiar, no teme al hombre (vv. 10-12). La conclusión (vv. 13-14) recoge el cumplimiento de las promesas hechas a Dios, como respuesta al auxilio ya concedido. La organización literaria encierra toda la oración entre la súplica inicial y la acción de gracias final, articulada por un estribillo de confianza (vv. 5.11-12). El título que encabeza el salmo lo sitúa en el contexto de la estancia de David en territorio filisteo, aunque el relato histórico presenta matices distintos; la mención responde a una tradición que vincula la oración con situaciones de persecución, sin limitar su interpretación a un episodio concreto. La perspectiva creyente reconoce en esta plegaria un testimonio de fe inquebrantable, análogo al que expresa la afirmación paulina de que ninguna fuerza puede separar al justo del amor de Dios (Rm 8,35-39).

#### A los versículos 1-7
En el contexto del Salmo 56, la expresión «un hombre» adquiere un sentido representativo de la fragilidad humana en contraste con la soberanía de Dios, como queda evidenciado en los versículos 5-12. La insistencia en la hostilidad permanente —expresada por la fórmula «todo el día» (vv. 2, 3, 6)— subraya la continuidad de la amenaza, agravada por la acción concertada de muchos (vv. 3, 7). Sin embargo, la fuerza de los adversarios queda neutralizada por la confianza del justo en Dios, quien garantiza la salvación a quienes esperan en su palabra. «Alabar la palabra» (v. 5) implica no solo una actitud de gratitud, sino también una adhesión confiada a la promesa divina, en línea con la teología del Salmo 50,15. Esta declaración de fe, sintetizada en el versículo 5, reaparece casi textualmente en Salmo 118,6, y es citada en Hebreos 13,6 como fundamento de la exhortación a la confianza cristiana y al desapego de los bienes materiales. La figura de los enemigos permanece anónima, pero sus intenciones quedan retratadas como resultado de una corrupción interior (v. 6), cuyo efecto se manifiesta de manera creciente en el plano externo (v. 7), revelando una progresión del mal desde el corazón hasta la acción.

#### A los versículos 8-14
En el versículo 8 del Salmo 56, el salmista dirige una imprecación contra sus enemigos con una fórmula propia de los juicios divinos sobre los pueblos gentiles, invocando el castigo como expresión de justicia. Paralelamente, en el versículo 9, afirma su convicción de estar bajo la mirada protectora de Dios. La expresión «errante» evoca la figura del peregrino, vinculada a la historia de los patriarcas según Deuteronomio 26,5, y sitúa al salmista en continuidad con esa experiencia de provisionalidad acompañada por la fidelidad divina. Las imágenes del «odre» que recoge las lágrimas y del «libro» en que se consigna la vida remiten a un Dios que no olvida el sufrimiento del justo ni es indiferente a su destino. Agustín de Hipona  interpreta estos versículos como una exhortación a la oración constante:

Lejos, pues, de nosotros la oración con vana palabrería; pero que no falte la oración prolongada, mientras persevere ferviente la atención. Hablar mucho en la oración es como tratar un asunto necesario y urgente con palabras superfluas. Orar, en cambio, prolongadamente es llamar con corazón perseverante y lleno de afecto a la puerta de aquel que nos escucha. Porque, con frecuencia, la finalidad de la oración se logra más con lágrimas y llantos que con palabras y expresiones verbales. Porque el Señor recoge nuestras lágrimas en su odre y a él no se le ocultan nuestros gemidos, pues todo lo creó por medio de aquel que es su Palabra, y no necesita las palabras humanas.

El salmista anticipa la dispersión de sus enemigos porque Dios no los protege. En cambio, se apoya en su fe en el Señor, el Dios que ha hecho alianza con su pueblo y le ha hablado (v. 11). Afirma que ya se siente salvado y, por eso, reconoce que debe cumplir lo prometido. Para él, vivir es estar con Dios: la muerte es quedar fuera de su presencia, mientras que la «luz de los vivientes» es signo de vida en comunión con Él.

## Usos litúrgicos

### Catolicismo
Tradicionalmente cerca de las abadías, este salmo encontró su lugar en los maitines del martes, según la regla de San Benito fijada en torno al 530  .
En la Liturgia de las Horas actual , el Salmo 56 se canta o recita el jueves de la segunda semana  en el servicio del mediodía.
Para facilitar la comprensión se le asigna a cada salmo un título en rojo (rúbrica) que no forma parte del salmo. El título del Salmo 56 es Confianza en la Palabra de Dios.